# جاذبية سطحية

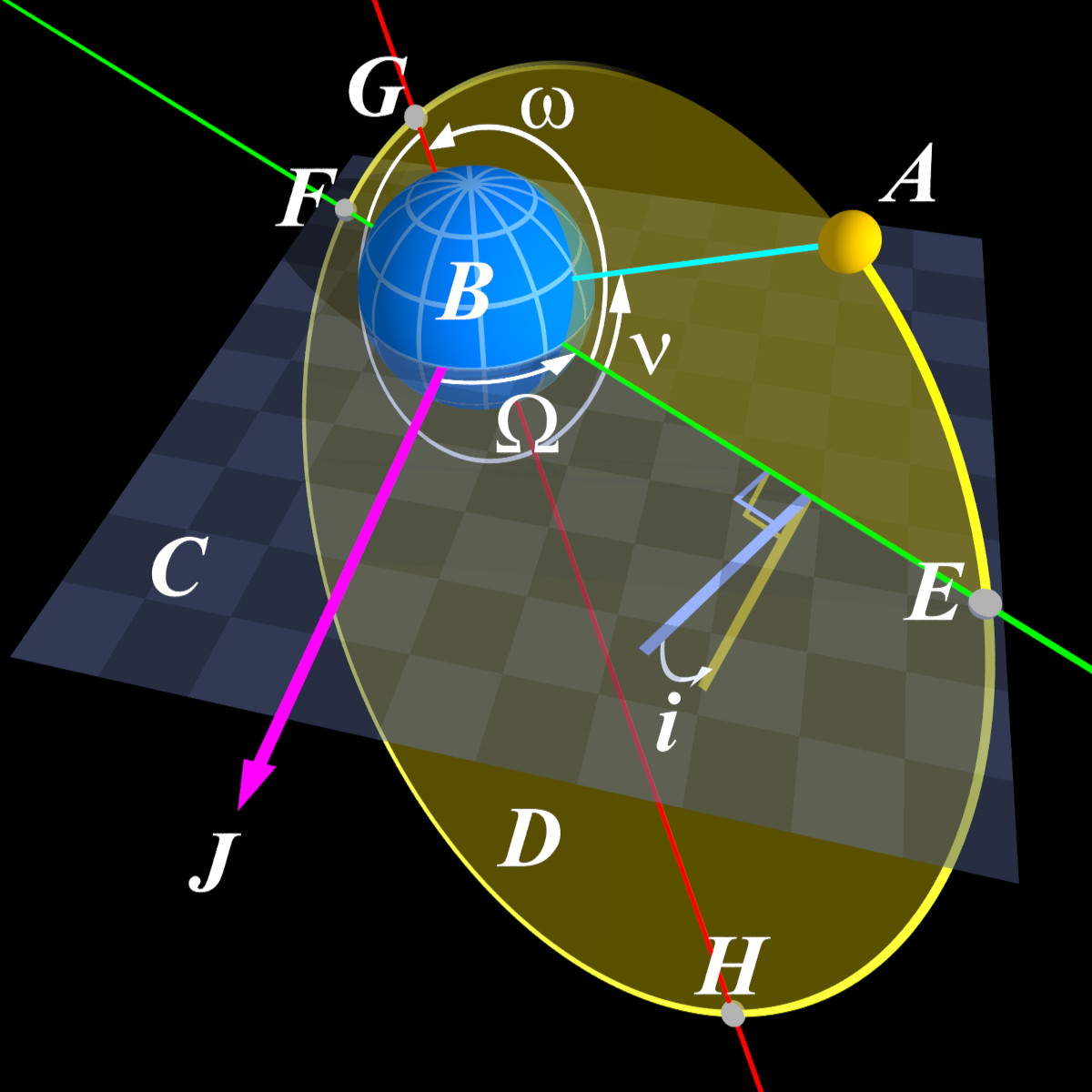

جاذبية سطحية (ج) لجرم سماوي أو جسم آخر هو التسارع بفعل قوة المجال الجذبي المحلي للجسم على سطح الجسم نفسة.
يتم قياس الجاذبية السطحية باستخدام المتر في الثانية المربعة وهي وحدة التسارع في نظام الوحدات الدولي (SI).
ويمكن أيضا التعبير عن الجاذبية سطحية للأجرام باستخدام الجاذبية المعيارية ألأرضية كمرجع للمقارنة والقياس التي تساوي ج = 9.80665 م/ث2
في الفيزياء الفلكية، يمكن التعبير عن الجاذبية السطحية كسجل، ج، (log g)، التي يتم الحصول عليها عن طريق التعبير وقياس الجاذبية السطحية في نظام وحدات سنتيمتر غرام ثانية، حيث وحدة التسارع هي سم في الثانية تربيع، ثم أخذ اللوغاريتم الأسيس 10.
بناء على، أن الجاذبية تؤثر على كل شيء بالتساوي، بغض النظر عن كتلته في الغرام أو الكيلوغرام،

## الجاذبية السطحية، ونصف القطر والكتلة
في قانون الجذب العام لنيوتن للجاذبية، قوة الجاذبية المبذولة من قبل جسم تتناسب مع كتلته: قوة تجاذب بين أي جسمين في الكون، تتناسب طرديًا مع حاصل ضرب كتلتيهما، وعكسيًا مع مربع المسافة بين مركزيهما" وفي قانون التربيع العكسي القوة تتناسب عكسياً مع مربع المسافة بين مركزي الجسمين وبما أن الجاذبية السطحية قوة فيزيائية لذلك إذا تم تحريك جسم مبتعدا بضعف القوة تقسم قوة جاذبيتة على أربعة، وتحريكة عشرة أضعاف بعيدا نقسم على 100. وهذا مشابه لقياس شدة الضوء الذي يتبع قانون التربيع العكسي: بالنسبة إلى المسافة، فالضوء يصبح أقل وضوحا كل تحرك ما الجسم مبتعدا.
{\displaystyle F=G{\frac {m_{1}m_{2}}{r^{2}}}}
حيث:
{\displaystyle F\ } هي القوة الناتجة عن الجاذبية
{\displaystyle G\ } هو ثابت الجذب العام بين الكتل
{\displaystyle m_{1}\ } هي كتلة الجسيم الأول
{\displaystyle m_{2}\ } هي كتلة الجسيم الثاني
{\displaystyle r\ } هو البعد بين الجسيمين
الاجسام الكبيرة، مثل الكواكب أو النجوم، عادة ما تكون مستديرة وقريبة من التوازن الهيدروستاتيكي لذلك يكون لديها طاقة وضع جذبي متساوية على كل نقطة على السطح
الكواكب العملاقة الغازية (المشتري وزحل وأورانوس ونبتون) لا تملك أسطح صلبة. يتم تحديد نصف قطر هذه الكواكب في مكان الضغط في غلافها الجوي يساوي تقريبا التي على سطح الأرض. جانيميد هو أكبر قمر لكوكب المشتري وتيتان هو أكبر أقمار زحل. هذان هما أكبر أقمار في المجموعة الشمسية. الشمس تملك أكبر جاذبية سطحية مقارنة بأجرام النظام الشمسي الأخري

### حساب الجاذبية السطحية
حساب الجاذبية السطحية لجسم ما كوكب أو قمر أو الشمس بمعرفة الكتلة ونصف القطر
```
الجاذبية السطحية، ج، = ثابت الجاذبية * الكتلة/ نصف القطر 
2
```

- مثال:

حساب الجاذبية السطحية للأرض
كتلة الأرض هي 5.98 * 1024 كجم. نصف قطر الأرض هو 6378 كيلو متر، أي ما يعادل 6.378 * 106 متر. وبالتالي يمكن حساب الجاذبية على سطح الأرض
```
الجاذبية السطحية، ج، = ثابت الجاذبية * الكتلة/ نصف القطر 
2
```

```
= (6.67 * 10-11) * (5.98 * 1024) / (6.378 * 106)2 = 9.81 م/ث2
```

### قائمة لبعض اجرام النظام الشمسي
جدول لبعض اجرام النظام الشمسي يحوي نصف القطر والكتلة للمقارنة
| الأسم   | الكتلة (كغ) | نصف القطر (كم) |
| ------- | ----------- | -------------- |
| الشمس   | 1.99 * 1030 | 696000         |
| عطارد   | 3.30 * 1023 | 2439           |
| الزهرة  | 4.87 * 1024 | 6051           |
| المريخ  | 6.42 * 1023 | 3393           |
| المشتري | 1.90 * 1027 | 71492          |
| غانيميد | 1.48 * 1023 | 2631           |
| زحل     | 5.69 * 1026 | 60268          |
| تيتان   | 1.35 * 1023 | 2575           |
| أورانوس | 8.68 * 1025 | 25559          |
| نبتون   | 1.02 * 1026 | 24764          |
| بلوتو   | 1.29 * 1022 | 1150           |

### قائمة لبعض اجرام النظام الشمسي بعد حساب الجاذبية السطحية
| الأسم        | الجاذبية السطحية |
| ------------ | ---------------- |
| الشمس        | 28.02 g          |
| عطارد        | 0.38 g           |
| الزهرة       | 0.904 g          |
| الأرض        | 1.00 g           |
| القمر        | 0.1654 g         |
| المريخ       | 0.376 g          |
| القمر فوبوس  | 0.0005814 g      |
| القمر ديموس  | 0.000306 g       |
| سيريس        | 0.0275 g         |
| المشتري      | 2.53 g           |
| آيو          | 0.183 g          |
| أوروبا       | 0.134 g          |
| غانيميد      | 0.15g            |
| كاليستو      | 0.126 g          |
| زحل          | 1.07 g           |
| تيتان        | 0.14 g           |
| إنسيلادوس    | 0.0113 g         |
| ديون         | 0.231 g          |
| تثيس         | 0.146 g          |
| أورانوس      | 0.89 g           |
| نبتون        | 1.14 g           |
| ترايتون      | 0.0797 g         |
| بلوتو        | 0.067g           |
| إريس         | 0.0677 g         |
| المذنب تشوري | 0.000017 g       |

## اقرأ أيضا
- قوة الجذب
- ثابت الجاذبية